# Haliplus andalusicus
Haliplus andalusicus é uma espécie de insetos coleópteros pertencente à família Haliplidae.
A autoridade científica da espécie é Wehncke, tendo sido descrita no ano de 1874.
Trata-se de uma espécie presente no território português.